# スティーヴ・パクストン
スティーヴ・パクストン（1939年1月21日 - 2024年2月21日）は、アメリカ合衆国の実験的なダンサー・振付家。
アリゾナ州フェニックス生まれ。初期は体操に打ち込み、後にマース・カニンガムのもとで３年間、ホセ・リモンのもとで１年間トレーニングを積んだ。ジャドソン・ダンス・シアター の創設メンバーの一人であり、イヴォンヌ・レイナーやトリシャ・ブラウンの作品にも出演。実験的な集団グランド・ユニオンの創設メンバーでもあり、1972年にはコンタクト・インプロヴィゼーション を創始した。これは摩擦、弾み、重力、慣性といった物理法則を活用してダンサー間の関係のあり方を探るダンスの形式である。
パクストンは、訓練されていないダンサーでもダンスに関わることができると考え、日常動作に強い関心を向けた。カニンガムのもとで踊り、また偶然性に基づく振付を発展させた後、どんな動きも使用可能と見なすに至ったパクストンたちの考え方は、振付の分野で世界的な影響をおよぼしている。国内外での上演、クラス、振付の機会を除き、パクストンはできるだけ世間から距離をとって過ごしている。 

## コンタクト・インプロヴィゼーション
パクストンは1960～70年代のニューヨークの実験芸術やパフォーマンスのシーンから刺激を受け、身体がどのように物理的な遊び場を生み出せるかに興味を持っていた。コンタクト・インプロヴィゼーション（直訳すれば「接触即興」）は、パクストンの監修のもと、人間の体を探索する過程から生まれた。そのルーツは1972年に遡る。通常は二人組を作って行われるコンタクト・インプロヴィゼーションは、格闘技、社交ダンス、スポーツ、子供の遊びからヒントを得ている。 コンタクト・インプロの構造に入るにあたり、まず二つの身体で互いの接触点を作る（たとえば背中と手首、肩と太腿、頭と足、背中と背中など、選択肢は無限にある）。そして体重を互いにかけて、動きの対話を作り出す。これは両者が集中している限りはいつまででも続けることができる。
コンタクト・インプロヴィゼーションはどんな人でも行うことができる。なぜなら動きの語彙はその人の個性に応じて現れて来るし、他者との体重のやり取りを始めさえすればいいからである。1970年代後半のパクストンは、アメリカ各地およびヨーロッパでのコンタクト・インプロに関するクラス、上演、執筆に精力を注いだ。 今日、コンタクト・インプロは、パクストンと緊密に連携してきたナンシー・スターク・スミスなどの人々や、様々なダンサー・振付家・教師・コンタクト・インプロヴァイザーから習った人々によって世界中で教えられている。

## 動きへのアプローチ
パクストンは、訓練されていないダンサーでも彼の実験的なダンスには関わることができると考えた。マース・カニンガムやホセ・リモンのもとでの活動、そして後のジャドソン・ダンス・シアターやグランド・ユニオンの設立に関与しながら、パクストンは人間の身体の探究に魅了された。動きの語彙へのアプローチにおいては、身の回りの日常世界にも関心が向けられた。パクストンによれば、身体とは、自然とそれを取り巻く文化に基づき、表現性を持ち得る物理的な機械なのだという。 彼の最初の作品 Proxy（1961年）以来、しばらくの間は、この作品で用いられる「歩く」「座る」「食べる」などといった行為が、動きに対するパクストンのアプローチの大部分を占めた。
パクストンは、作品をありのままに受け取ることを妨げる外的影響を徹底的に排除することで知られてきた。 非ダンス的な動きの語彙を構成し、それによって、上演中のパクストンはリラックスしつつも毅然とした佇まいを見せた。 パクストンは、観客と出演者の間の差異を最小化したのである。また彼の動きの語彙は日常動作の力学の断片となり、そこには、一人ひとりが持つ固有の可能性の世界が開かれた。日常世界に対するパクストンの強い関心を示すもう一つの作品が、Satisfyin' Lover（1967年）である。この作品では34～84人の出演者がスコアに従って「歩く」「立つ」「座る」といった行為を行う。

## 身体へのアプローチ
パクストンは人間の体の構造だけでなく、様々なモノを用いて、それらとの関連の中で人の体がどのように動けるかを提示した。 彼の関心は、質感、形態、サイズ、さらには動物が自分のダンスの語彙にどんな影響を与え、変化させるかという点にも向けられた。これは、 Jag Ville Gorna Telefonera（1964年）などの作品に認められる。この作品では、３羽のニワトリ、黄色いアイシングのケーキで作られた詰め物過剰の実寸大のイス、および様々に付け替え可能なジッパーのついた衣服が用いられた。
パクストンは、ダンスにおける性とセクシュアリティの概念にも批判的に取り組んだ。 彼は自分の周りで変化し続けるダンス界に革命を起こしただけでなく、動きと人体の構造をめぐる実験によって「ダンサーとは何か」を再定義してみせた。因習的なモダンダンスの様々な側面を変革した。今日、世界中のダンサー、パフォーマー、振付家、教師たちが、パクストンによるコンタクト・インプロヴィゼーションの教えを何らかの形で自分の探究に取り入れている。

## 受賞歴
1980年、パクストンは国立芸術基金から助成を受けた。 1994年には現代芸術財団アーティスト賞、1995年にジョン・サイモン・グッゲンハイム記念財団フェローシップ。 2014年、ヴェネツィア・ビエンナーレでは生涯の功績に対して金獅子賞。 1987年と1995年にはニューヨーク・ダンス・アンド・パフォーマンス「ベッシー」賞 、また2015年には生涯の功績に対してベッシー賞を受賞している。

## 主な作品
- 1961： Proxy
- 1964： Jag VillGärnaTelefonera
- 1966： Physical Things
- 1970： Intravenous Lecture
- 1978： PA RT（リサ・ネルソンとの共作、音楽ロバート・アシュリー）
- 1986： Goldberg Variations
- 2004： Night Stand（リサ・ネルソンとの共作）

2013年10月、「1960年代および70年代の前衛の巨人」と見なされるパクストンは、長年のコラボレーターであるリサ・ネルソンとともに、ニューヨークのギャラリーで Night Stand の貴重な上演を行った。この作品は2004年に初演されたものだがアメリカでは上演されていなかった。

## 参照資料
1. ↑  “Steve Paxton death” (英語). www.danzaedanza.com (2024年2月22日). 2024年2月23日閲覧。
2. ↑  Paxton, Steve (2012年7月24日). “500 Words: Judson Dance Theater: 50th Anniversary”. Artforum 2014年7月29日閲覧。
3. ↑  Seibert, Brian (2013年10月14日). “Always Alone Together, Even When They’re Apart: ‘Night Stand’ has Its Premiere at Dia:Chelsea”. The New York Times 2013年11月2日閲覧。
4. ↑  Sally Banes,Terpsichore in Sneakers: Post-Modern Dance(Boston: Houghton Mifflin, 1979),56.
5. ↑  “About Contact Improvisation (CI)”, Contact Quarterly 2014年7月29日閲覧。
6. ↑  Sally Banes, Terpsichore, 56.
7. ↑  Smith, Nancy Stark, “Harvest: One History of Contact Improvisation, a talk given by Nancy Stark Smith at the International Contact Festival Freiburg, Germany, 2005”, Contact Quarterly 2014年7月29日閲覧。
8. ↑  Nancy Reynolds and Malcolm McCormick, No Fixed Points: Dance in the Twentieth Century (New Haven, CT: Yale University Press, 2003, 409.
9. ↑  Nancy Reynolds and Malcolm McCormick, No Fixed Points,408.
10. ↑  Nancy Reynolds and Malcolm McCormick, No Fixed Points, 408.
11. ↑  Sally Banes, Terpsichore, 71.
12. ↑  Sally Banes, Terpsichore, 61.
13. ↑  Sally Banes, Terpsichore, 64.
14. 1 2 3  http://www.foundationforcontemporaryarts.org/recipients/steve-paxton
15. ↑  http://www.foundationforcontemporaryarts.org/grant_recipients/stevepaxton.html
16. ↑  http://www.labiennale.org/en/dance/9th-festival/docs/paxton.html
17. ↑  Barone, Joshua (2015年9月18日). “Steve Paxton to Receive Bessie Award for Lifetime Achievement” (English). New York Times (New York City, United States) 2015年10月12日閲覧。
18. ↑  Seibert, Brian (2013年10月14日). “Always Alone Together, Even When They’re Apart: ‘Night Stand’ has Its Premiere at Dia:Chelsea”. The New York Times 2013年11月2日閲覧。